# Sira (Fluss)
Die Sira ist ein 152 km langer Fluss im südnorwegischen Fylke Agder.
Der Fluss hat seinen Ursprung in der Sirdalsheiene im Grenzbereich der beiden Provinzen Agder und Rogaland. Von hier fließt der Fluss in südlicher Richtung durch das Tal Sirdal, durchfließt die beiden langgestreckten Seen Sirdalsvatnet und Lundevatnet, passiert den Ort Åna-Sira, um anschließend in die Nordsee zu münden. Sein Unterlauf – unterhalb des Lundevatnet – bildet die Grenze zwischen Agder und Rogaland.

## Wasserkraftnutzung
Die Sira wurde gemeinsam mit dem benachbarten Fluss Kvina für die Nutzung der Wasserkraft erschlossen. Im Einzugsgebiet der Sira befinden sich die Wasserkraftwerke Duge kraftverk, Tjørhom kraftverk, Tonstad kraftverk und Åna-Sira kraftverk. Das Tonstad kraftverk ist gemessen an seiner Jahresleistung von 3.650 GWh das größte Wasserkraftwerk Norwegens.
| Name               | Fertig- stellung | Leistung in MW | Jahres- leistung in GWh | Fallhöhe in m | Betreiber               |
| ------------------ | ---------------- | -------------- | ----------------------- | ------------- | ----------------------- |
| Duge kraftverk     | 1979             | 200            |                         | 215           | Lyse Energi u. a.       |
| Tjørhom kraftverk  | 1973             | 120            | 509                     | 158           | Sira-Kvina Kraftselskap |
| Tonstad kraftverk  | 1968             | 640            | 3650                    | 450           | Sira-Kvina Kraftselskap |
| Åna-Sira kraftverk | 1971             | 150            | 580                     | 46            | Sira-Kvina Kraftselskap |